# Jérusalem-Ouest

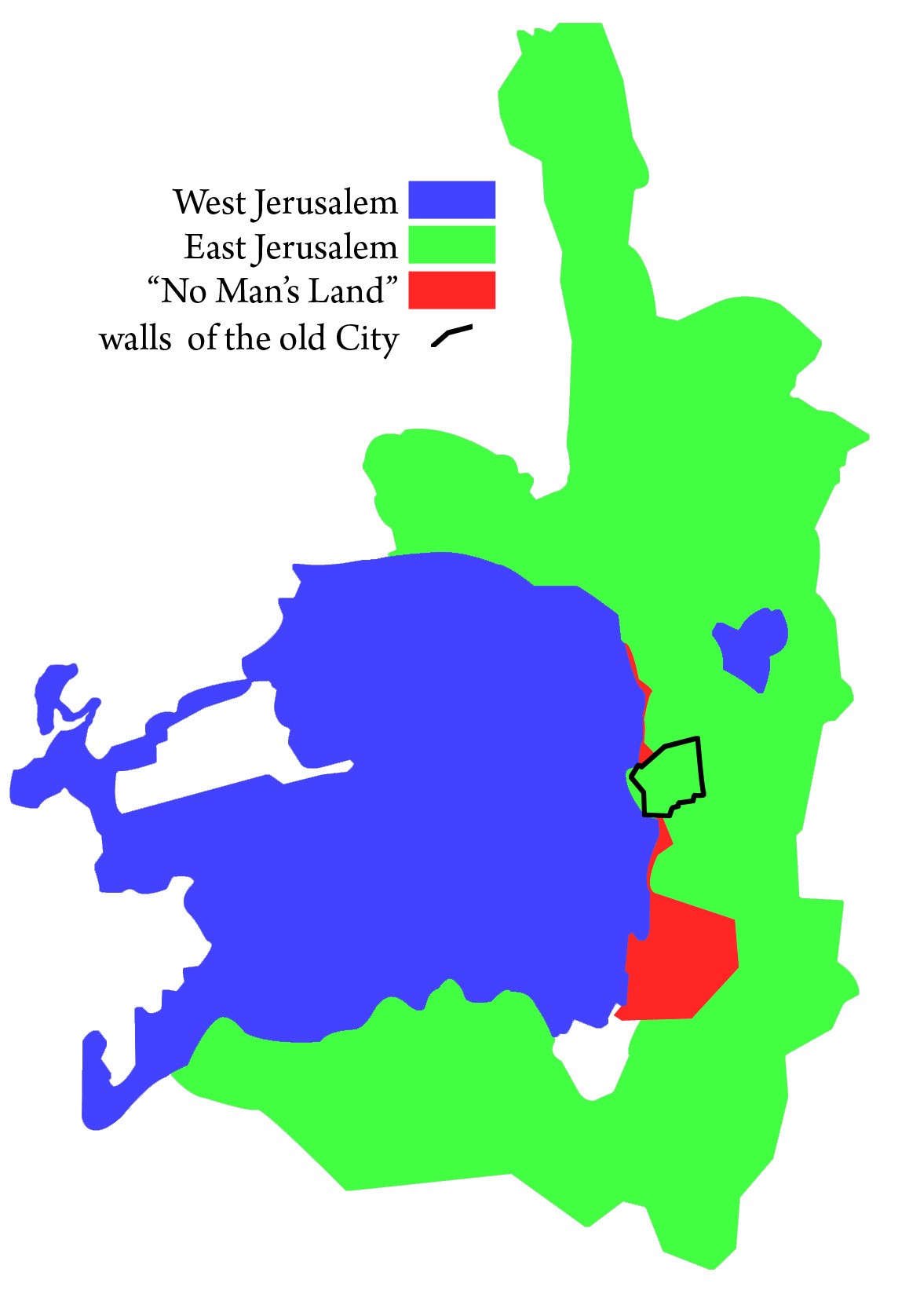
Jérusalem-Ouest en bleu sur le graphique

Jérusalem-Ouest est la partie de la ville de Jérusalem qui se situe dans le territoire israélien à l'issue des accords d'armistice du 3 avril 1949 conclus entre l'État d'Israël, créé le 14 mai 1948 à Tel-Aviv à la suite de la déclaration d'indépendance lue par David Ben Gourion, président alors du conseil représentatif juif (Yishouv) et le royaume hachémite de Transjordanie, alors dirigé par le roi Abdallah 1er, qui s'était fait proclamer « roi de Palestine » le 1er décembre 1948 à Jéricho. L'État juif y a établi notamment ses ministères, la Présidence de l'État, la Cour suprême, le Musée national appelé Musée d'Israël (créé à compter de 1965), son Assemblée nationale -la Knesset-, la direction générale de la police, le grand centre hospitalier « Hadassah » (comprenant notamment sa synagogue décorée par Marc Chagall), le site aussi du Yad Vashem (mémoire de l'Holocauste des juifs lors de la 2ème guerre mondiale), les sièges des fédérations de kibboutz et de moshav. Il en a fait " de facto " la capitale de l'État d'Israël par une déclaration unilatérale du gouvernement israélien dès le 23 janvier 1950 et un tel fait avait déjà été affirmé devant la Knesset par David Ben Gourion le 9 et le 13 décembre 1949 : aucun député n'avait alors protesté contre de telles déclarations. La quasi-totalité de la communauté internationale ne reconnaît pas cette décision particulière car Jérusalem et Bethléem devaient être un corpus separatum selon le plan de partage de la Palestine voté le 29 novembre 1947 par les membres de l'ONU. La quasi-totalité des ambassades en Israël seront établies à Tel Aviv à compter de 1949.
En 1967, Jérusalem Ouest compte environ 190 000 habitants répartis sur 38 kilomètres carrés, soit la zone conquise en juin 1948 par l'armée israélienne, à la suite des combats contre les Jordaniens, qui, eux, ont conquis le secteur Est de la ville, où vivent environ 80 000 habitants sur une superficie de 6 kilomètres carrés. C'est dans le secteur de Jérusalem-Est que se situe la vieille ville de Jérusalem, d'une superficie très restreinte : environ 1 kilomètre carré. 
Des parachutistes de la 55e brigade d'infanterie commandée par le général Uzi Narkiss, ancien attaché militaire israélien en France, ancien élève de l'École supérieure de Guerre de Paris et premier commandant de l'École supérieure de guerre israélienne, lors de sa création en 1965, conquièrent la partie est de la ville en deux jours, à compter de l'attaque initiale commencée le 5 juin  au matin et la zone Est est donc aux mains des Israéliens dès la matinée du 7 juin 1967 ; dans l'après-midi de cette journée, le ministre de la Défense, Moshe Dayan, le général chef d'état-major israélien, Itzhak Rabin et le général Narkiss se font photographier par des journalistes israéliens et occidentaux, dans le secteur récemment conquis, sur une voie d'accès allant vers le mur des Lamentations.    
L'État juif étend alors sa compétence sur l'ensemble de la ville. Le gouvernement israélien fait adopter dès le 27 juin 1967 une première loi sur les lieux saints et Jérusalem, mettant fin à la séparation entre les deux parties de Jérusalem et prévoyant une très forte augmentation de la superficie de Jérusalem, car environ 72 kilomètres carrés autour de l'ancien territoire de Jérusalem et qui étaient des villes ou villages gérés par la Jordanie depuis fin 1948 se trouvent ainsi réunis et incorporés à la nouvelle ville unifiée par décision unilatérale du gouvernement israélien.    
Auparavant, la superficie de Jérusalem-Ouest était d'environ 38 kilomètres carrés de 1948 à 1967 et celle de Jérusalem-Est de 6 kilomètres carrés. Le 28 juin, la municipalité arabe de Jérusalem-Est est dissoute par les autorités israéliennes et Teddy Kollek, maire de Jérusalem-Ouest depuis les élections locales israéliennes de 1965, devient alors maire de la nouvelle municipalité de Jérusalem. Les anciens employés et cadres des services de l'ancienne municipalité de Jérusalem Est, régis par des lois et règlements jordaniens de juin 1948 à juin 1967, ont la possibilité de travailler, s'ils le désirent, au sein des nouveaux services de Jérusalem, sous compétence totale de l'État juif ; s'ils refusent le nouvel état de fait, ils sont remerciés. Le conseil municipal de Jérusalem Est est dissous par les autorités israéliennes le 28 juin 1967 et le maire de Jérusalem Est, qui était conseiller municipal de Jérusalem Est depuis 1951, devenue maire en 1957- Ruha Al Khatib - est expulsé vers la Jordanie, en mars 1968, par les autorités israéliennes car il était un farouche opposant à la nouvelle politique menée par la nouvelle municipalité dirigée par l'ancien maire de Jérusalem Ouest, Teddy Kollek et par le gouvernement israélien, qui avait aussi créé, en juillet 1967, un ministère spécifique chargé de la gestion de Jérusalem intitulé « ministère de Jérusalem et de la tradition » et notamment compétent en matière d'urbanisme et de logements devant être occupés par des Israéliens juifs.   
Le 30 juillet 1980, la Loi de Jérusalem est adoptée par tous les députés juifs de la Knesset et rejetée uniquement par les députés arabes israéliens ; il s'agit d'une loi fondamentale de l'État d'Israël, ne pouvant être modifiée qu'avec une majorité qualifiée des députés. Elle fait solennellement de Jérusalem la capitale « unifiée et indivisible » d'Israël. Cette action a été condamnée par le Conseil de sécurité de l'ONU et a aussi été rejetée depuis par la communauté internationale. Le 7 novembre 2000, le gouvernement israélien décide que la municipalité de Jérusalem aura à présent une superficie de 126,4 kilomètres carrés.    
Le 6 décembre 2017, les États-Unis ont reconnu Jérusalem comme capitale de l'État juif et les Israéliens comme « compétents » sur toute la ville de Jérusalem, à l'occasion du transfert de leur ambassade à Jérusalem mais, toutefois, ils ne précisent pas l'étendue et la surface de ladite compétence. Ils transfèrent alors leur ambassade à Jérusalem alors qu'elle était située à Tel Aviv, depuis la reconnaissance de l'État juif par les États-Unis effectuée dans l'après-midi du 14 mai 1948, jour de la création de l'État juif.    
L'Australie fera de même, au cours de l'année 2018, en transférant son ambassade au sein de Jérusalem, dans l'ancien secteur de Jérusalem Ouest, à la suite de la décision prise par le gouvernement des États-Unis.   
En mars 2023, le gouvernement hongrois déclare qu'il va procéder prochainement au transfert de son ambassade de Tel-Aviv vers Jérusalem, selon un plan commun aux autorités israéliennes et hongroises.    
Pour toutes les structures de l'État d'Israël, l'appellation « Jérusalem-Ouest » n'a plus de sens dans la mesure où Jérusalem est une seule ville, sans division depuis la défaite des forces armées jordaniennes et la conquête de Jérusalem-Est par les parachutistes israéliens de la 55e brigade d'infanterie commandée par le général Uzi Narkiss, le 7 juin 1967, dans la matinée.
Le nombre spécifique d'habitants de Jérusalem Ouest s'effectue à partir du décompte total de la ville de Jérusalem  faite par le Bureau central des statistiques de l'État d'Israël - créé en 1949 - et de la statistique spécifique des habitants de Jérusalem-Est, établie par le bureau central palestinien des statistiques qui fut créé en 1994 et qui a effectué le premier recensement de la population palestinienne en 1997, pour les territoires occupés par les Israéliens, depuis juin 1967, soit la bande de Gaza (d'où les Israéliens se sont retirés en 2005), Jérusalem-Est et la Cisjordanie. Les décomptes de population pour le plateau du Golan, occupé depuis le 10 juin 1967 et annexé par l'État d'Israël par une loi votée par la Knesset en 1981, font l'objet de statistiques par le bureau israélien des statistiques et comptent la population juive et la population druze d'origine syrienne, les Syriens arabes ayant été repoussés du plateau du Golan au moment de la guerre des Six Jours.